# Matelea cardozoi
Matelea cardozoi är en oleanderväxtart som beskrevs av G. Morillo. Matelea cardozoi ingår i släktet Matelea och familjen oleanderväxter. Inga underarter finns listade i Catalogue of Life.